# Жити заради кохання (телесеріал)
«Жити заради кохання» (рос. Жить ради любви) — російськомовний 8-серійний міні-телесеріал, знятий в Україні. Серіал було знято на студії «Стрілка production» режисером Сергієм Толкушкіним.
Прем'єра першого сезону відбулася 26 листопада 2018 року на телеканалі «1+1».

## Сюжет
Головні герої фільму — це група студентів, що живуть у наші дні. Вони справно відвідують лекції, закохуються, зустрічаються і розлучаються. Абсолютно випадково їх життєвий шлях перетинається зі справами одного наркоділка — впливової людини серед ділків підпільного бізнесу. Він втягує хлопців в ризиковану гру. Недосвідченим студентам доведеться зробити нелегкий вибір. В результаті одного фатального рішення один з друзів помирає. Проходить 15 років. Колишні друзі-студенти давним-давно не спілкуються між собою. У кожного — своя нове життя. І ніхто з них навіть не підозрює, що скоро доведеться розплачуватися за гріхи минулого. Причому не тільки їм, але й їхнім дітям…

## У ролях
- Дарина Єгоркіна,
- Влад Нікітюк,
- Валерія Ходос,
- Анастасія Чепелюк,
- Артем Мяус,
- Андрій Мостренко,
- Владислав Онищенко,
- Поліна Василина,
- Олена Яблучна,
- Марія Заниборщ,
- Наталія Васько,
- Тетяна Печонкіна,
- Олексій Яровенко,
- Роман Вискребенцев,
- Роман Мацюта,
- Дмитро Усов,
- Костянтин Данилюк,
- Юрій Дяк,
- Микола Боклан,
- Яніна Соколова,
- Станіслав Бжезінський,
- Кирило Данчук,
- Ольга Арутюнян,
- Михайло Кришталь,
- Олена Хохлаткіна,
- Дмитро Завадський,
- В'ячеслав Василюк,
- Олександр Суворов,
- Володимир Ляшевський,
- Тамара Морозова,
- Олександр Комендантов,
- Сергій Сосновцев,
- Ірина Султанова,
- Юлія Гапчук,
- Олександр Спірін,
- Ярослав Князєв,
- Саша Кутенко

## Зйомки
Зйомки телесеріалу тривали з квітня по жовтень 2018 року.